# До посљедњег даха (филм из 1983)
До посљедњег даха (енгл. Breathless) је амерички играни филм из 1983. године у режији Џима Мекбрајда. Направљен је по прерађеном сценарију истоименог француског филма из 1960.

## Радња
Док бежи на сеоском путу украденим аутомобилом, Џеси случајно пуца и убија полицајца који га је пратио. Без новца, гоњен од стране полиције, враћа се својој девојци, француској студенткињи Моники. Иако Моника све време сумња у мудрост својих поступака, не може да превазиђе своју привлачност према младићу. Почињу да проводе време заједно, воде љубав, крију се од полиције и краду аутомобиле како би зарадили новац да побегну у Мексико.
Херој Ричарда Гира - живи једног дана, на свом последњем даху. Воли рокенрол, краде аутомобиле, краде, воли – и све то ради са страшћу, са дивљом жеђу за животом, која не може а да не одушевљава.

## Улоге
| Глумац           | Улога              |
| ---------------- | ------------------ |
| Главне улоге     |                    |
| Ричард Гир       | Џеси Лаџек         |
| Валери Каприски  | Моника             |
| Остале улоге     |                    |
| Арт Метрано      | Бирнбаум           |
| Џон П. Рајан     | поручник Парментал |
| Роберт Дан       | наредник Енрајт    |
| Лиза Џејн Перски | продавачица        |
| Џејмс Хонг       | продавац           |